# 格以头站
格以头站是位于云南省宣威市格以头村的一个铁路车站，邮政编码655413。车站建于1964年，有贵昆铁路经过该站，2011年撤销，车站及其上下行区间均已电气化。车站距离贵阳站413公里，隶属昆明铁路局，是四等站。

## 相邻车站
1. ↑  铁道部电子计算技术中心, 铁道部运输局. . 北京: 中国铁道出版社. 1998: 119. ISBN 9787113030995.
2. ↑  中华人民共和国铁道部. . 北京: 中国铁道出版社. 2012: 39. CSBN 15113·3468.
3. ↑  《中国铁道年鉴》编辑部. . 铁道部档案史志中心. 2012. ISSN 1009-6957.